# Prihudnik
Prihudnik je potok, ki izvira severno od naselja Litija, kjer se kot levi pritok izliva v reko Savo.